# Алгоритм Беллмана — Форда
Алгоритм Беллмана—Форда — алгоритм пошуку найкоротшого шляху в зваженому графі. Знаходить найкоротші шляхи від однієї вершини графу до всіх інших. На відміну від алгоритму Дейкстри, алгоритм Беллмана—Форда допускає ребра з негативною вагою. Запропоновано незалежно Річардом Беллманом і Лестером Фордом.

## Історія
Алгоритм носить ім'я двох американських вчених: Річарда Беллмана (Richard Bellman) і Лестера Форда (Lester Ford). Форд фактично винайшов цей алгоритм в 1956 році при вивченні іншої математичної задачі, підзадача якої звелася до пошуку найкоротшого шляху в графі, і Форд зробив начерк остаточного вирішення завдання цього алгоритму. Беллман в 1958 р. опублікував статтю, присвячену конкретно завданню знаходження найкоротшого шляху, і в цій статті він чітко сформулював алгоритм у тому вигляді, в якому він відомий нам зараз.
Алгоритм маршрутизації RIP (алгоритм Беллмана — Форда) був вперше розроблений в 1969 році, як основний для мережі ARPANET.

## Формулювання задачі
Дано орієнтований або неорієнтований граф {\displaystyle G(V,E)} з ваговою функцією {\displaystyle w:E\to \mathbb {R} .} Вагою {\displaystyle w(p)} шляху {\displaystyle p=\langle v_{0},v_{1},\dots ,v_{k}\rangle } назвемо суму ваг ребер, що входять в цей шлях: {\displaystyle w(p)=\sum _{i=1}^{k}w(v_{i-1},v_{i}).}
Вхідними даними для алгоритму є граф {\displaystyle G,} вагова функція {\displaystyle w,} та стартова вершина {\displaystyle s.} Потрібно знайти найкоротші шляхи від вершини {\displaystyle s} до всіх вершин графу. Алгоритм Беллмана-Форда повертає логічне значення, яке вказує на те, чи міститься в графі цикл з негативною вагою, досяжний з витоку. Якщо такий цикл існує у графі {\displaystyle G,} алгоритм повідомляє, що найкоротших шляхів не існує. Якщо ж таких циклів немає, алгоритм видає найкоротші шляхи і їх вагу.
Сам алгоритм Форда-Беллмана представляє з себе кілька фаз. На кожній фазі проглядаються всі ребра графу, і алгоритм намагається справити релаксацію (relax, ослаблення) уздовж кожного ребра {\displaystyle (u,v)} ваги {\displaystyle w(u,v)}. Релаксація вздовж ребра — це спроба поліпшити значення {\displaystyle v.d} значенням {\displaystyle v.u+w(u,v)} . Фактично це означає, що ми намагаємося поліпшити значення для вершини {\displaystyle v,} користуючись ребром {\displaystyle (u,v)} і поточним значенням для вершини {\displaystyle u}.
Стверджується, що достатньо {\displaystyle |G.V|-1} фази алгоритму, щоб коректно порахувати довжини всіх найкоротших шляхів у графі (цикли негативної ваги відсутні). Для недосяжних вершин відстань {\displaystyle v.d} залишиться нескінченністю.

### Псевдокод
```
 // Ініціалізація
 
для
 кожної вершини 

  

    

      

        
v

        
∈

        
G

        
.

        
V

      

    

    
{\displaystyle v\in G.V}

  

     

  

    

      

        
v

        
.

        
d

        
=

        
∞

      

    

    
{\displaystyle v.d=\infty }

  

     

  

    

      

        
v

        
.

        
π

        
=

        
N

        
I

        
L

      

    

    
{\displaystyle v.\pi =NIL}

  

 

  

    

      

        
s

        
.

        
d

        
=

        
0

      

    

    
{\displaystyle s.d=0}

  

 // Основна частина
 
для
 

  

    

      

        
i

        
=

        
1

      

    

    
{\displaystyle i=1}

  

 
до
 

  

    

      

        

          
|

        

        
G

        
.

        
V

        

          
|

        

        
−

        
1

      

    

    
{\displaystyle |G.V|-1}

  

 
     
для
 кожного ребра 

  

    

      

        
(

        
u

        
,

        
v

        
)

        
∈

        
G

        
.

        
E

      

    

    
{\displaystyle (u,v)\in G.E}

  

         
якщо
 

  

    

      

        
v

        
.

        
d

        
>

        
u

        
.

        
d

        
+

        
w

        
(

        
u

        
,

        
v

        
)

      

    

    
{\displaystyle v.d>u.d+w(u,v)}

  

             

  

    

      

        
v

        
.

        
d

        
=

        
u

        
.

        
d

        
+

        
w

        
(

        
u

        
,

        
v

        
)

      

    

    
{\displaystyle v.d=u.d+w(u,v)}

  

             

  

    

      

        
v

        
.

        
π

        
=

        
u

      

    

    
{\displaystyle v.\pi =u}

  

 // зберігаємо попередню вершину
 // Перевірка на наявність циклів з від'ємною вагою
 
для
 кожного ребра 

  

    

      

        
(

        
u

        
,

        
v

        
)

        
∈

        
G

        
.

        
E

      

    

    
{\displaystyle (u,v)\in G.E}

  

     
якщо
 

  

    

      

        
v

        
.

        
d

        
>

        
u

        
.

        
d

        
+

        
w

        
(

        
u

        
,

        
v

        
)

      

    

    
{\displaystyle v.d>u.d+w(u,v)}

  

         
повернути
 ХИБА
 
повернути
 ІСТИНА
```

## Оцінка складності
Якщо граф заданий списком ребер: ініціалізація потребує {\displaystyle O(V)} часу, кожен з {\displaystyle |V|-1} проходів потребує {\displaystyle O(E)} часу, прохід по усім ребрам для перевірки наявності негативного циклу займає {\displaystyle O(E)} часу. Отже алгоритм працює за {\displaystyle O(VE)} часу.
Якщо граф заданий матрицею суміжності, то алгоритм буде виконуватись за {\displaystyle O(E^{3})} часу.